# Vòng loại Giải vô địch bóng đá thế giới 2006 – Khu vực châu Âu (Bảng 6)
Bảng 6 vòng loại giải vô địch bóng đá thế giới 2006 khu vực châu Âu là một bảng đấu thuộc vòng loại khu vực châu Âu. Bảng đấu gồm sự góp mặt của các đội Áo, Azerbaijan, Anh, Bắc Ireland, Ba Lan và Wales.
Kết thúc vòng đấu, đội đầu bảng Anh giành 1 suất vào vòng chung kết World Cup 2006. Đội nhì bảng Ba Lan cũng vượt qua vòng loại vì là một trong hai đội nhì bảng có thành tích tốt nhất.

## Vị trí xếp hạng
| Chú thích                                                                                 |
| ----------------------------------------------------------------------------------------- |
| Các đội đầu bảng và hai đội nhì bảng có thành tích tốt nhất được vào thẳng vòng chung kết |
| các đội nhì bảng còn lại tham gia vòng play-off                                           |

| Đội tuyển   | Tr | T | H | Th | Bt | Bb | Hs  | Đ  |
| ----------- | -- | - | - | -- | -- | -- | --- | -- |
| Anh         | 10 | 8 | 1 | 1  | 17 | 5  | +12 | 25 |
| Ba Lan      | 10 | 8 | 0 | 2  | 27 | 9  | +18 | 24 |
| Áo          | 10 | 4 | 3 | 3  | 15 | 12 | +3  | 15 |
| Bắc Ireland | 10 | 2 | 3 | 5  | 10 | 18 | −8  | 9  |
| Wales       | 10 | 2 | 2 | 6  | 10 | 15 | −5  | 8  |
| Azerbaijan  | 10 | 0 | 3 | 7  | 1  | 21 | −20 | 3  |

|             | Áo  | Azerbaijan | Anh | Bắc Ireland | Ba Lan | Wales |
| ----------- | --- | ---------- | --- | ----------- | ------ | ----- |
| Áo          | –   | 2–0        | 2–2 | 2–0         | 1–3    | 1–0   |
| Azerbaijan  | 0–0 | –          | 0–1 | 0–0         | 0–3    | 1–1   |
| Anh         | 1–0 | 2–0        | –   | 4–0         | 2–1    | 2–0   |
| Bắc Ireland | 3–3 | 2–0        | 1–0 | –           | 0–3    | 2–3   |
| Ba Lan      | 3–2 | 8–0        | 1–2 | 1–0         | –      | 1–0   |
| Wales       | 0–2 | 2–0        | 0–1 | 2–2         | 2–3    | –     |

## Kết quả
| Bắc Ireland | 0–3        | Ba Lan                                       |
| ----------- | ---------- | -------------------------------------------- |
|             | (Chi tiết) | Żurawski 4' · Włodarczyk 36' · Krzynówek 56' |

| Áo                            | 2 – 2      | Anh                       |
| ----------------------------- | ---------- | ------------------------- |
| Kollmann 71' · Ivanschitz 72' | (Chi tiết) | Lampard 24' · Gerrard 65' |

| Azerbaijan  | 1 – 1      | Wales     |
| ----------- | ---------- | --------- |
| Sadygov 55' | (Chi tiết) | Speed 47' |

| Wales                      | 2 – 2      | Bắc Ireland             |
| -------------------------- | ---------- | ----------------------- |
| Hartson 32' · Earnshaw 74' | (Chi tiết) | Whitley 10' · Healy 21' |

| Ba Lan       | 1 – 2      | Anh                             |
| ------------ | ---------- | ------------------------------- |
| Żurawski 47' | (Chi tiết) | Defoe 36' · Głowacki 57' (l.n.) |

| Áo                         | 2 – 0      | Azerbaijan |
| -------------------------- | ---------- | ---------- |
| Stranzl 23' · Kollmann 44' | (Chi tiết) |            |

| Anh                   | 2 – 0      | Wales |
| --------------------- | ---------- | ----- |
| Owen 4' · Beckham 76' | (Chi tiết) |       |

| Áo         | 1 – 3      | Ba Lan                                       |
| ---------- | ---------- | -------------------------------------------- |
| Schopp 30' | (Chi tiết) | Kałużny 10' · Krzynówek 78' · Frankowski 90' |

| Azerbaijan | 0 – 0      | Bắc Ireland |
| ---------- | ---------- | ----------- |
|            | (Chi tiết) |             |

| Bắc Ireland                           | 3 – 3      | Áo                            |
| ------------------------------------- | ---------- | ----------------------------- |
| Healy 36' · Murdock 58' · Elliott 93' | (Chi tiết) | Schopp 14', 72' · Mayrleb 59' |

| Wales                      | 2 – 3      | Ba Lan                                        |
| -------------------------- | ---------- | --------------------------------------------- |
| Earnshaw 56' · Hartson 90' | (Chi tiết) | Frankowski 72' · Żurawski 81' · Krzynówek 85' |

| Azerbaijan | 0 – 1      | Anh      |
| ---------- | ---------- | -------- |
|            | (Chi tiết) | Owen 22' |

| Wales | 0 – 2      | Áo                       |
| ----- | ---------- | ------------------------ |
|       | (Chi tiết) | Vastić 81' · Stranzl 85' |

| Anh                                       | 4 – 0      | Bắc Ireland |
| ----------------------------------------- | ---------- | ----------- |
| J. Cole 47' · Owen 52', 54' · Lampard 62' | (Chi tiết) |             |

| Ba Lan                                                                                             | 8 – 0      | Azerbaijan |
| -------------------------------------------------------------------------------------------------- | ---------- | ---------- |
| Frankowski 12', 63', 66' · Hajiyev 16' (l.n.) · Kosowski 40' · Krzynówek 72' · Saganowski 84', 90' | (Chi tiết) |            |

| Anh                       | 2 – 0      | Azerbaijan |
| ------------------------- | ---------- | ---------- |
| Gerrard 51' · Beckham 62' | (Chi tiết) |            |

| Ba Lan       | 1 – 0      | Bắc Ireland |
| ------------ | ---------- | ----------- |
| Żurawski 87' | (Chi tiết) |             |

| Áo            | 1 – 0      | Wales |
| ------------- | ---------- | ----- |
| Aufhauser 87' | (Chi tiết) |       |

| Azerbaijan | 0 – 3      | Ba Lan                                   |
| ---------- | ---------- | ---------------------------------------- |
|            | (Chi tiết) | Frankowski 28' · Kłos 57' · Żurawski 81' |

| Bắc Ireland              | 2 – 0      | Azerbaijan |
| ------------------------ | ---------- | ---------- |
| Elliott 60' · Feeney 84' | (Chi tiết) |            |

| Wales | 0 – 1      | Anh         |
| ----- | ---------- | ----------- |
|       | (Chi tiết) | J. Cole 54' |

| Ba Lan                                     | 3 – 2      | Áo            |
| ------------------------------------------ | ---------- | ------------- |
| Smolarek 13' · Kosowski 22' · Żurawski 67' | (Chi tiết) | Linz 61', 80' |

| Bắc Ireland | 1 – 0      | Anh |
| ----------- | ---------- | --- |
| Healy 73'   | (Chi tiết) |     |

| Ba Lan       | 1 – 0      | Wales |
| ------------ | ---------- | ----- |
| Żurawski 52' | (Chi tiết) |       |

| Azerbaijan | 0 – 0      | Áo |
| ---------- | ---------- | -- |
|            | (Chi tiết) |    |

| Bắc Ireland               | 2 – 3      | Wales                                 |
| ------------------------- | ---------- | ------------------------------------- |
| Gillespie 47' · Davis 50' | (Chi tiết) | Davies 27' · Robinson 37' · Giggs 81' |

| Anh                 | 1 – 0      | Áo |
| ------------------- | ---------- | -- |
| Lampard 24' (ph.đ.) | (Chi tiết) |    |

| Wales         | 2 – 0      | Azerbaijan |
| ------------- | ---------- | ---------- |
| Giggs 3', 51' | (Chi tiết) |            |

| Anh                    | 2 – 1      | Ba Lan         |
| ---------------------- | ---------- | -------------- |
| Owen 44' · Lampard 81' | (Chi tiết) | Frankowski 45' |

| Áo                 | 2 – 0      | Bắc Ireland |
| ------------------ | ---------- | ----------- |
| Aufhauser 44', 90' | (Chi tiết) |             |

## Ghi bàn nhiều nhất
| Vị trí | Cầu thủ           | Đội tuyển   | Bàn thắng |
| ------ | ----------------- | ----------- | --------- |
| 1      | Tomasz Frankowski | Ba Lan      | 7         |
| 1      | Maciej Żurawski   | Ba Lan      | 7         |
| 3      | Michael Owen      | Anh         | 5         |
| 3      | Frank Lampard     | Anh         | 5         |
| 5      | Jacek Krzynówek   | Ba Lan      | 4         |
| 6      | René Aufhauser    | Áo          | 3         |
| 6      | Markus Schopp     | Áo          | 3         |
| 6      | David Healy       | Bắc Ireland | 3         |
| 6      | Ryan Giggs        | Wales       | 3         |